# 날씬몽구스속
날씬몽구스속 또는 슬렌더몽구스속(Galerella)은 식육목 몽구스과에 속하는 포유류 속 분류군의 하나이다. 5종으로 이루어져 있으며, 30여 아종 이상을 포함하고 있다. 아프리카에서 발견된다. 유전학 분석 결과를 통해, 이전에는 날씬몽구스(Galerella sanguinea)의 변종으로 간주되었던 검은몽구스(Galerella nigrata)가 최근에 추가되었으며 이제는 많은 학자들이 별도의 종으로 간주하고 있다.

## 하위 종
5종을 포함하고 있다.
- 앙골라날씬몽구스 (Galerella flavescens)
- 케이프회색몽구스 (Galerella pulverulenta)
- 날씬몽구스 (Galerella sanguinea)
- 소말리아날씬몽구스 (Galerella ochracea)
- 검은몽구스 (Galerella nigrata)